# پیر شوندورفر
پیر شوندورفر (به فرانسوی: Pierre Schoendoerffer) رمان‌نویس، کارگردان و مقاله‌نویس قرن بیستم میلادی اهل فرانسه بود.

## زندگی‌نامه
پیر شوندورفر در ۵ مه ۱۹۲۸ در «شامایر» به دنیا آمد. پیش از آنکه به سینما روی بیاورد مدتی به عنوان ملوان کار کرده بود. سپس به هندوچین رفته و در آنجا به شغل عکاسی مشغول می‌شود. او در زمان جنگ جهانی دوم به اسارت در می‌آید. بعد از آزادی به عنوان عکاس و گزارشگر مجله پاری ماچ و چند نشریه دیگر کارش را دنبال می‌کند بالاخره به سینما روی می‌آورد و در سال ۱۹۵۷ نخستین فیلم خود را در افغانستان می‌سازد. او علاوه بر کارگردانی در زمینه نویسندگی نیز فعالیت می‌نماید که داستان بخش سیصد و هفدهم (که در ۱۹۶۵ توسط خودش به فیلم برگردانده شئ) معروفترین آنها است.
پیر همزمان با کار در سینما در تلویزیون نیز فعالیت می‌کرد.

## فیلمشناسی
- معبر شیطان (۱۹۵۷)
- تهو ماهیگر (۱۹۵۷)
- رامونچو (۱۹۵۸)
- ماهیگیر ایسلند (۱۹۵۹)
- مواظب باشید! هلیکوپترها (۱۹۶۲)
- بخش سیصد و هفدهم (۱۹۶۵)
- هدف ۵۰۰ میلیون (۱۹۶۶)